# William Wordsworth
William Wordsworth (Cockermouth, 7 aprile 1770 – Rydal Mount, 23 aprile 1850) è stato un poeta britannico.
Assieme a Samuel Taylor Coleridge è ritenuto il fondatore del Romanticismo  e soprattutto del naturalismo inglese, grazie alla pubblicazione nel 1798 delle Lyrical Ballads (Ballate liriche), primo vero e proprio manifesto del movimento in Inghilterra. L'amico Coleridge vi contribuì con La ballata del vecchio marinaio (The Rime of the Ancient Mariner), che apriva la raccolta nella prima edizione (chiusa da Tintern Abbey). Benché il poema postumo The Prelude (Il preludio) di Wordsworth sia considerato il suo capolavoro, sono in realtà le Ballate liriche ad influenzare in modo determinante il paesaggio letterario ottocentesco.
Il carattere decisamente innovativo della sua poesia, ambientata nella cornice suggestiva del Lake District, nel nord del Cumberland, sta nella scelta dei protagonisti, personaggi di umile estrazione tratti dalla vita di tutti i giorni, e di un linguaggio semplice e immediato che ricalca da vicino la loro parlata.
Da considerare di eguale (se non maggiore) importanza per la letteratura romantica inglese è la Prefazione alla raccolta aggiunta all'edizione del 1802, di fatto un vero e proprio saggio critico in cui sono esposte le idee-cardine della poetica romantica.
Wordsworth, Coleridge e Southey, che si ispirarono alla medesima cornice paesaggistica dei Laghi, furono denominati "poeti laghisti" (Lake Poets). Iniziatori di quello che è passato alla storia come romanticismo etico (1798–1832), essi ne costituirono la prima generazione, mentre nella seconda si possono annoverare George Gordon Byron (1788–1824), Percy Bysshe Shelley (1792–1822) e John Keats (1795–1821). Il romanticismo più tardo (1832 1875), persa la spinta rivoluzionaria e innovativa dei predecessori, ripiega generalmente su posizioni moralistico–didattiche (a cui può riferirsi anche l'ultimo Wordsworth): per questo esso è ritenuto parte del compromesso vittoriano.

## Biografia

### Wordsworth rivoluzionario

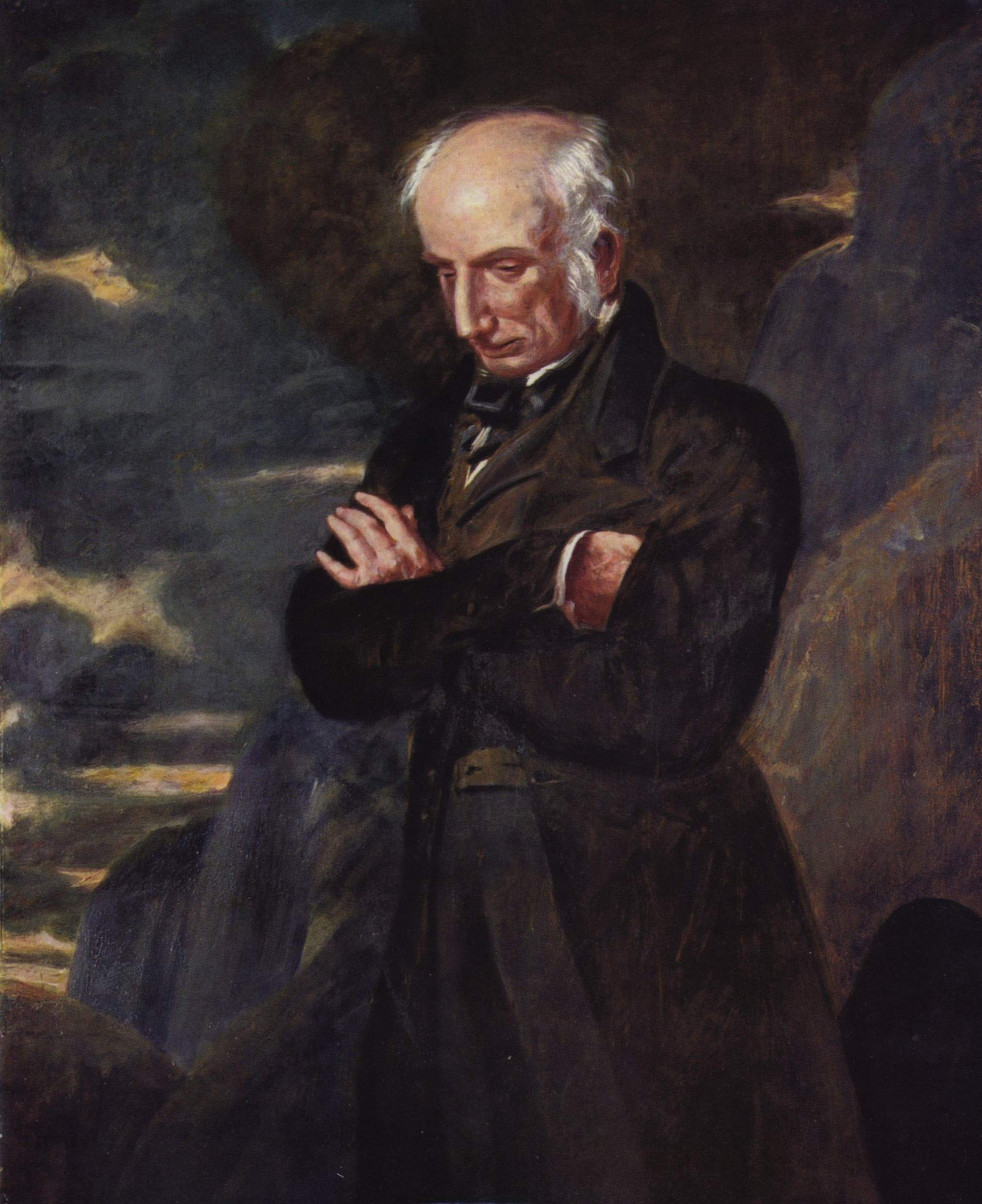
Wordsworth dipinto da Benjamin Robert Hydon.

L'ambiente parigino lo portò a sposare gli ideali anarchici e libertari di tanti pensatori ribelli e antimonarchici dell'epoca: basti ricordare William Godwin, marito di Mary Wollstonecraft, la quale scrisse la famosa Vindication of the Rights of Women (Rivendicazione dei diritti delle donne). Spinto dalle stesse idee, egli ripudiò non solo la fede cristiana ma anche l'istituzione della famiglia e del matrimonio, intrecciando relazioni con diverse donne, e in particolare con Annette Vallon di cui si innamorò.
Da lei ebbe una figlia, Caroline, nel 1792. Nel 1793 Wordsworth esprimeva apertamente le proprie convinzioni politiche in A Letter to the Bishop of Llandaff (Lettera al vescovo di Llandaff), in cui sosteneva l'ateismo e la causa rivoluzionaria, lodando l'esecuzione di Luigi XVI di Francia. Coinvolto nelle lotte intestine nelle file dei girondini a fianco del capitano Beaupuy, rischiò di perdere la vita quando Robespierre represse nel sangue la loro fazione. L'anno successivo pubblicò le sue prime raccolte di poesie: An Evening Walk (Una passeggiata di sera) e Descriptive Sketches (Bozzetti descrittivi).

### Ritorno in Inghilterra
Presto però gli eccessi del Terrore e poi l'imperialismo napoleonico che si rivolse contro l'Inghilterra lo spinsero a ritornare in patria, abbandonando la donna che tanto amava. Ma ne riconobbe la figlia e mai si dimenticò di loro, visitandole nel 1802 accompagnato dalla sorella Dorothy. Quando, grazie al successo delle Lyrical Ballads e al saldo di un debito di 4500 sterline alla morte del conte di Lonsdale (che questi aveva evitato di pagare anni prima lasciando in difficoltà la famiglia), poté finalmente godere di un certo agio, inviò ad Annette e alla figlia tutto il denaro necessario per il loro sostentamento.

### Matrimonio con Mary e incontro con Coleridge
Nello stesso anno della visita ad Annette sposava Mary Hutchinson, fatto che segnò definitivamente la sua separazione dalla Francia e da Annette. Testimonianza di questo trauma profondo è il dramma The Borderers (1795). Quell'anno segnò tuttavia una tappa determinante per la sua futura produzione poetica. Fu proprio allora, a Bristol, che conobbe Coleridge, causa del suo avvicinamento alla filosofia di Immanuel Kant e all'idealismo tedesco.

### LeLyrical Ballads
La straordinaria sensibilità della sorella Dorothy, elemento di mediazione essenziale nel suo dialogo con la natura, fu altrettanto importante: risultato di questa sinergia furono le Lyrical Ballads (1798), pietra miliare della poesia romantica inglese: opera-chiave della raccolta è Tintern Abbey, in cui il poeta già abbozza la storia del proprio sviluppo sentimentale, mentre Coleridge collaborò al volume con quattro poesie, fra cui la fortunatissima Ballata del vecchio marinaio, che sebbene possano sembrare diverse in realtà non si distaccano molto né dal soggetto né nello stile generale dell'opera. Primo manifesto dell'estetica romantica è da considerare inoltre il Preface to Lyrical Ballads (Prefazione alle Ballate liriche), allegata all'edizione del 1800 e ulteriormente arricchita nel 1802, in cui Wordsworth espone nei particolari la sua teoria romantica che rivoluzionò tanto i contenuti quanto il linguaggio poetico inglese, e non solo. Di quest'epoca sono anche i cosiddetti Lucy poems, pubblicati separatamente tra il 1800 e il 1807. Dedicati a una donna morta in giovane età (in cui alcuni critici hanno visto la figura di Margaret Hutchinson, sorella minore di Mary), rendono sinteticamente il culto della fanciullezza, dell'ingenuità e del candore che permettono l'avvicinamento allo stato di natura perso nel passaggio dalla infanzia all'età adulta e dal mondo rurale a quello cittadino e industriale e la visione panteistica della natura di Wordsworth.

### Separazione da Coleridge
La divergenza di intenti e di interessi — Wordsworth pervicacemente attaccato alla vita degli umili, poi incline a posizioni più conservatrici sia sul piano poetico che politico e sociale, mentre Coleridge lasciava la poesia per la filosofia (rifacendosi all'idealismo tedesco) e la ricerca simbolica — e alcuni malintesi personali determinarono una rottura verso il 1810, dovuta anche alla dipendenza di Coleridge dall'oppio.
Il romanticismo segnò il superamento del razionalismo settecentesco di matrice classica — le Ballate mostrano una natura vibrante di profonda spiritualità e di una sensualità ben lontana dalla distaccata e algida dea ragione esaltata dagli illuministi — tuttavia in Wordsworth non si persero la sensibilità democratica e la spontanea simpatia che, secondo lo spirito rivoluzionario francese, vennero dirette verso le classi disagiate ed indigenti.

### Maturità: il Wordsworth reazionario

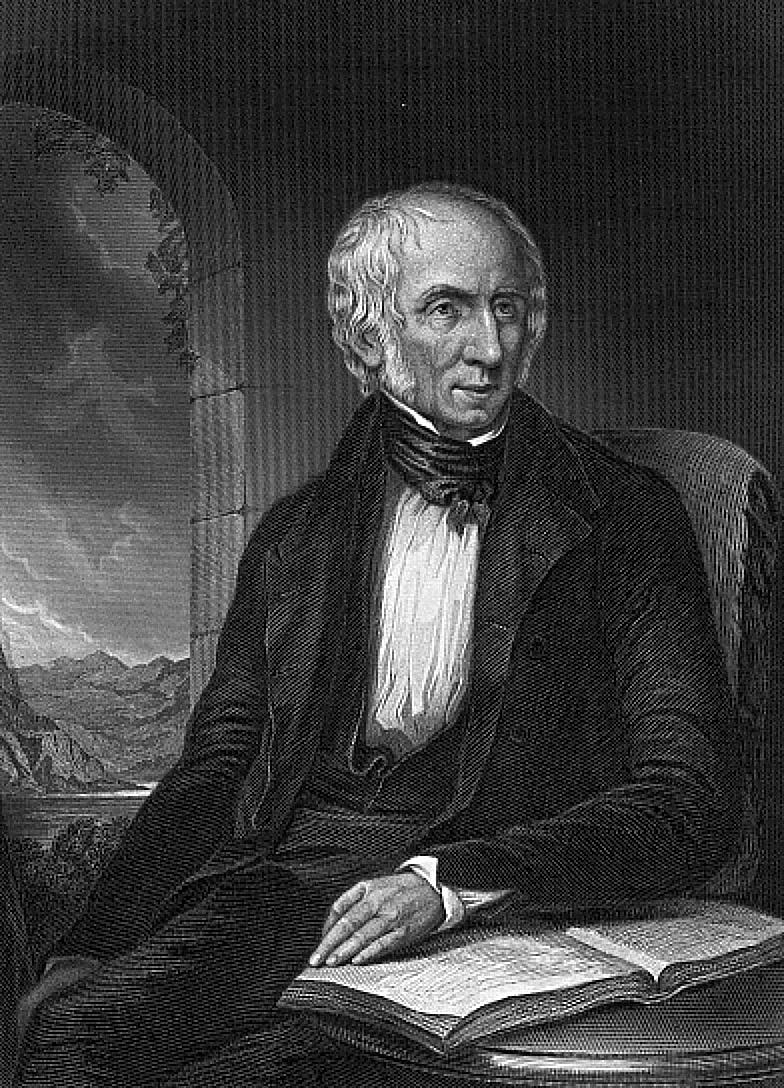
William Wordsworth

Ma l'orientamento politico di Wordsworth era destinato a mutare: l'ascesa al potere di Napoleone, incoronato imperatore nel 1804 segnò l'inizio di un duro (e lungo) periodo di guerra con l'Inghilterra, stretta anche dalle tenaglie del "blocco continentale". Wordsworth, che proprio nella Francia aveva visto l'emblema della democrazia e della libertà, si sentì come tradito e cominciò a ripiegare gradualmente su posizioni moderate e infine conservatrici (soprattutto dal 1808 in poi), fino a riabbracciare la religione anglicana e la monarchia col compromesso vittoriano.
Il tragico 1805 fu segnato tra l'altro dalla morte del fratello John, capitano annegato in mare, ed era destinato a incidere profondamente sulla sua vita come la sua poesia futura: ultimò il Poem to Coleridge (poi pubblicato postumo nel 1850 dalla moglie col titolo The Prelude, il suo poema narrativo più famoso), parte autobiografica scritta a mo' di introduzione per The Recluse (Il recluso), progetto di lungo poema filosofico di cui The Excursion (L'escursione, 1814) doveva costituire la seconda parte (la terza non fu mai scritta).
Herbert Read ha letto nell'avversione del poeta alla Francia e alla Rivoluzione una vera e propria rimozione psicologica con cui Wordsworth avrebbe represso il dolore per la separazione da Annette e da un Paese che tutto sommato non avrebbe smesso di amare: se la Francia, con la giovane Annette fu la sua amante, disse Read, l'Inghilterra con Mary ne diventò la moglie. Fedele al suo matrimonio come alla monarchia che lo tutelava, egli negò la spinta liberatrice della natura, vedendo piuttosto in essa l'ordine e l'autorità di un austero Dio patriarcale: «ed ecco dove il Wordsworth cessa di essere romantico, dove la sua democratizzazione dell'eroico non è più rivoluzionaria: ché nelle creature che egli addita come esemplari non è più la ribellione che egli trova, ma l'obbedienza a una legge» (Mario Praz).
Nel 1807 pubblicava Poems in Two Volumes, contenente tra l'altro la famosa Ode: Intimations of Immortality from Recollections of early Childhood ("Ode: intuizioni di immortalità nei ricordi dell'infanzia") e I Wandered Lonely as a Cloud. A parte alcuni viaggi, in Germania (1798), in Belgio (1828), nei Paesi Bassi (1823) e in Italia (1820 e 1837), Wordsworth condusse una vita ritirata segnata da non poche sventure domestiche: alla morte del fratello si aggiunsero, qualche anno dopo, quelle di due dei suoi cinque figli, Thomas e Catherine (1812), e in seguito l'infermità che rese paralitica l'amatissima Dorothy nel 1829. Paradossalmente, fu allora che egli si trovò al culmine della celebrità e dell'agiatezza, arrivando ad essere insignito del titolo di poeta laureato nel 1843 (succedendo a Southey che era morto in quello stesso anno). Morì a Rydal Mount, dove viveva dal 1812, il 23 aprile del 1850. Il suo corpo fu tumulato nel cimitero di St. Oswald a Grasmere, tra i laghi che aveva amato così profondamente.

## Poetica e modernità di Wordsworth

### Significato delleLyrical Ballads
La rivoluzione romantica arriva in Inghilterra con le Lyrical Ballads. Vero è che autori di tendenze apertamente romantiche (come Blake) avevano preceduto di qualche decennio Wordsworth e Coleridge, e che la sensibilità romantica, un po' come tutti i movimenti, non si stacca mai interamente dalla tradizione immediatamente precedente: infatti, il romanticismo si sviluppa da quella riscoperta della sensibilità che pervade la letteratura settecentesca fin dalla seconda metà di quel secolo per arrivare a Rousseau e alla Rivoluzione francese.
La grande voga delle ballate "popolari", che il vescovo Percy e il McPherson presentano come riscoperte o attinte alla tradizione popolare ma in realtà scritte o ampiamente manipolate dagli autori, tradiscono già il desiderio del pubblico di una poesia ispirata a motivi popolari e arcadici. Opere come le Night Thoughts (Meditazioni notturne) di Edward Young e la Elegy Written in a Country Churchyard (Ode scritta in un cimitero campestre) di Thomas Gray per i defunti senza nome perché appartenenti agli strati più umili della società costituirono le fondamenta su cui crebbe la poesia romantica del secolo successivo. Non è un caso che Wordsworth riunisca con il nome di ballate la nuova raccolta, anche se le premesse su cui si articola il suo discorso sono ben diverse.
Nella prefazione del 1802 egli scrive
Notevole per quel tempo è l'abbandono, apertamente dichiarato, della dizione poetica settecentesca ispirata al modello classicista che Pope aveva definito nature to advantage dress'd, abbandono non motivato tanto da criteri estetici, quanto etici, ora riconosciuti fondamentali.
La scrittura di Wordsworth è infatti ispirata da un desiderio di concretezza e spontaneità, oltre che da quella sensibilità democratica a cui si accennava sopra: il poeta romantico è definito
La poesia di Wordsworth è però solo apparentemente artless, senz'arte: il poeta padroneggia sapientemente il blank verse già ampiamente utilizzato dalla tradizione inglese (lo troviamo già nel Teatro elisabettiano), il che gli permette di evitare la rima e utilizzare lemmi ed espressioni popolari, con l'effetto di imitare la parlata comune. Diversamente da Pope e Dryden, l'arte qui è sapientemente dissimulata, non sfoggiata, ridotta all'indispensabile, perché qui il messaggio poetico sta non tanto nella forma quanto nel contenuto. Il pubblico di Wordsworth non è più la corte, ma investe tutte le classi sociali, maggiormente sensibili a una poesia svecchiata dalle forme arcaiche e più vicina ai sentimenti della gente.
In questa sua scelta linguistica egli si pone all'opposto di Coleridge che, al contrario, rimaneggia la ballata popolare senza rinunciare ad arcaismi, con un'attenzione ancora settecentesca per la rima. D'altra parte Coleridge stesso considerava la quotidianità e l'umiltà del soggetto poetico incompatibili con una poesia che volge lo sguardo al soprannaturale o all'esotico: il bello e il sublime non potevano identificarsi con la vita comune, perché nel presente e nell'Inghilterra industriale vedeva una minaccia ai valori fondamentali dell'uomo. I due poeti si consideravano ambedue investiti di una missione spirituale: per i romantici la poesia è "più della pura e semplice messa in versi di verità filosofiche: il poeta era anche il profeta, e non si limitava a trascrivere verità ricevute da altri ma era egli stesso l'iniziatore alla verità" (Anthony Burgess).
Troviamo, sempre nella prefazione alle Lyrical Ballads, anche un'importante definizione di quella che fu, secondo Wordsworth, la poesia romantica:
Questo significa che le emozioni e le sensazioni provate in un particolare momento, saranno poi necessarie al poeta come soggetto della sua poesia, una volta che egli si sarà ricondotto all'ordinaria tranquillità. Quindi è duplice il messaggio che otteniamo da questo passaggio: innanzitutto abbiamo una fondamentale informazione su quale sia il soggetto fondamentale della poetica di Wordsworth, o più in generale di quella romantica: le sensazioni e le emozioni; inoltre otteniamo anche la definizione di poesia come mezzo necessario per far rivivere quelle emozioni e sensazioni altrimenti impresse solamente nel proprio ricordo.

### Il valore del ricordo:Tintern Abbey
Ma mentre, come si diceva, l'amico vede la poesia come fuga dalla realtà, Wordsworth offre ai suoi lettori un modo per dialogare con il presente e la società: anche se la sua poesia si ambienta nella cornice selvaggia e rupestre dei laghi inglesi, essa è anche una recollection in tranquillity, letteralmente "ricordo nella quiete", di personali esperienze vissute nella natura che arricchiscono chi vive costretto dalla realtà della metropoli industriale: Il poeta non è solo colui che percepisce il messaggio della natura grazie alla sua particolare sensibilità, ma anche chi lo sa codificare in modo da evocare in chi legge le sue stesse esperienze visive, uditive, tattili: nella poesia più famosa della raccolta, Tintern Abbey, egli dice:
These waters rolling from their mountain-springs

With a sweet inland murmur»
queste acque che scorrono dalle sorgenti montane

portando in sé il dolce rigoglio delle viscere della terra.»
È impossibile rendere perfetta questa poesia in lingua italiana, anche per il valore onomatopeico di certe parole, in cui le consonanti liquide e nasali riproducono lo scorrere e il cadere dell'acqua (rolling – springs – murmur). La rievocazione di certe emozioni è consentita soprattutto dal ruolo "attivo" del destinatario del testo, che diventa interlocutore dello scrittore e gli fornisce l'occasione di uno sfogo dettagliato : Come Wordsworth afferma
These forms of beauty have not been to me,

As is a landscape to a blind man's eye:

But in lonely rooms, and mid the din

Of towns and cities I have owed to them,

In hours of weariness sensations deep

Felt in the blood, and felt along the heart.»
queste belle forme non mi hanno fatto

lo stesso effetto che fa un paesaggio a una persona cieca:

invece nella solitudine delle mie stanze, e tra il chiasso

delle città ho dovuto ad esse,

in momenti in cui ero esausto, sensazioni intense

che mi entravano nel sangue toccandomi il cuore.»
((Tintern Abbey, vv. 23-39))

### L'etica della natura
Nella poesia di Wordsworth, la natura ha prima di tutto un valore etico e morale. Rievocando il Lake District nella sua poesia Wordsworth ha fatto conoscere al mondo questa regione benedetta dalla natura, ma ha anche messo in evidenza il valore etico e non puramente utilitario dei tesori ambientali. La natura fu d'altra parte, secondo quanto ebbe a dire lui stesso, colei che lo iniziò alla vita: le lunghe camminate sulle ripide montagne del Cumberland l'avrebbero rinsavito e costretto in qualche modo a uscire dall'isolamento in cui aveva ripiegato a causa dei gravi problemi familiari.
La natura è dunque per Wordsworth provvidenziale, e Dio è il creato, è un Dio immanente e visibile. Tale visione panteistica e neoplatonica dell'universo pervade la prima poesia di Wordsworth: valga come esempio forse il più famoso dei Lucy poems, A slumber Did My Spirit Seal (Un sonno ha intorpidito il mio spirito), dove il poeta piange la morte della donna amata:
I had no human fears:

She seemed a thing that could not feel

The touch of earthly years
No motion has she now, no force; 

She neither hears nor sees; 

Rolled round in earth's diurnal course,

With rocks, and stones, and trees.»
non avevo timori umani

lei pareva una creatura che non poteva essere toccata

dal passaggio degli anni di questo mondo
Ora lei più non si muove,

non sente né vede;

avvolta nella terra che ruota ogni giorno su di lei,

insieme alle sue rocce, alberi e pietre.»
Altrettanto neoplatonica è la credenza di Wordsworth che soprattutto i bambini (oltre che le persone non toccate dalla civiltà, e qui è chiara l'eco di Jean-Jacques Rousseau) siano più vicini a Dio perché in loro permane la memoria del mondo celeste in cui eravamo tutti prima di nascere. Tra i personaggi più famosi delle Lyrical Ballads sono infatti bambini, vagabondi, disabili, folli: soggetti "sconvenienti" che gettarono scandalo nei primi anni che seguirono la pubblicazione dell'opera (tanto da fornire il destro a tante parodie), ma che col tempo aprirono la strada a una maggiore solidarietà sociale, spingendo tanti vittoriani sia nelle lettere che nella politica a lottare per le grandi riforme sociali di quel secolo.

## Fortuna di Wordsworth

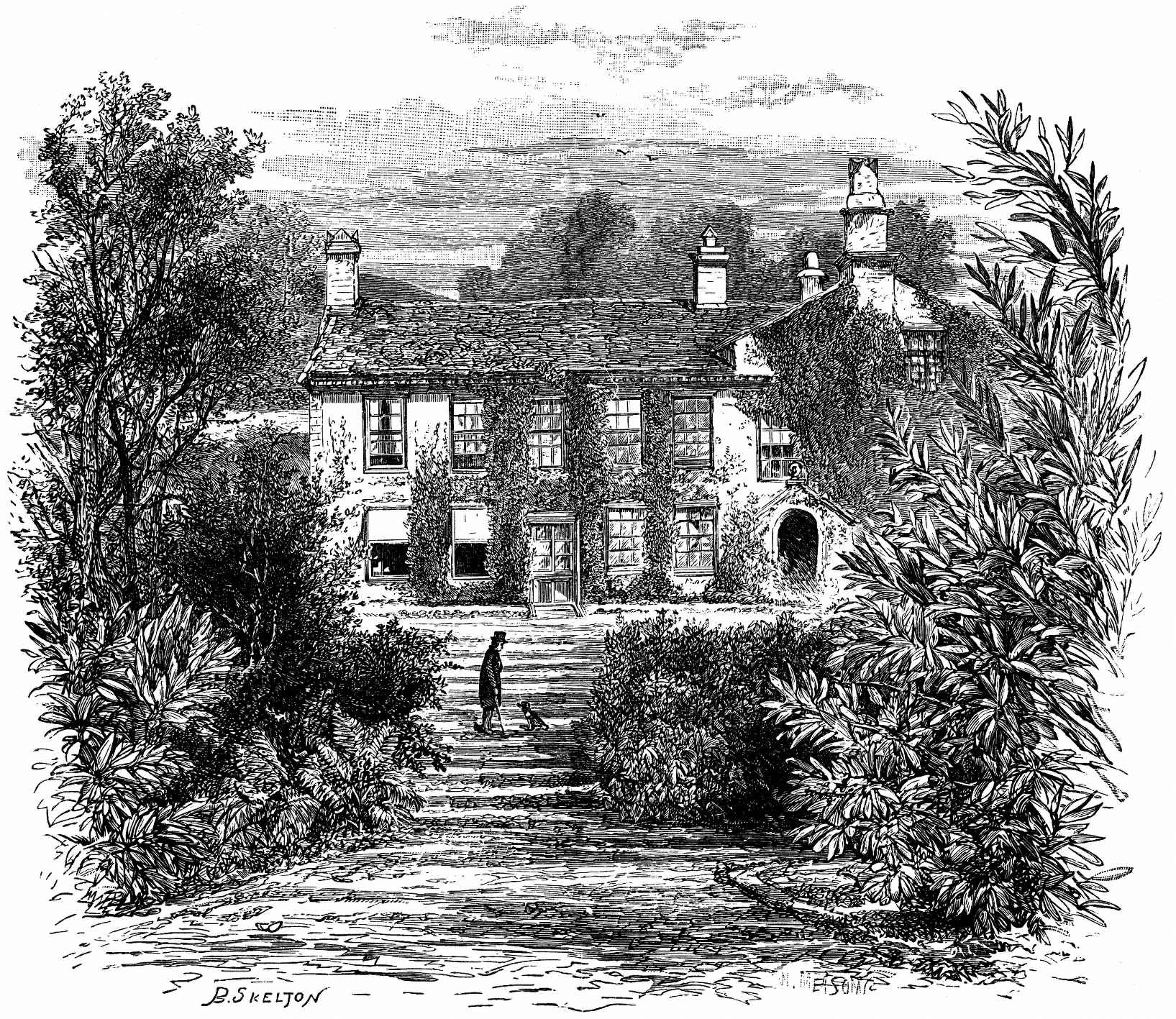
La casa di Wordsworth.

### L'Ottocento
È difficile immaginare come si sarebbe evoluto il romanticismo inglese senza le Lyrical Ballads, e quindi tutta la tradizione postromantica fino ai giorni nostri. Proprio grazie alle limitazioni sul copyright vigenti all'epoca, che permettevano la pubblicazione parziale di una raccolta da parte di altri editori senza pagare i diritti d'autore, le sue ballate finirono per essere pubblicate in migliaia di copie sui giornali, dandogli una fama ben maggiore di quella che avrebbe avuto dalla pubblicazione del suo libro. Mentre la prima edizione vendeva cinquecento copie, una buona tiratura per un libro a quell'epoca, giornali come The Critical Review e il Lady Magazine raggiungevano cifre tra le quattromila e le diecimila copie, anche se il successo del pubblico non toccava ancora Coleridge (La ballata del vecchio marinaio retrocesse agli ultimi posti dopo la prima edizione). Il successo di Wordsworth rimbalzò negli Stati Uniti, dove grandi riviste come Literary Magazine di Filadelfia ne fecero il fenomeno letterario del secolo. Durante l'età vittoriana fu Matthew Arnold a difendere la rivoluzione poetica di Wordsworth contro i detrattori che volevano tramandarlo ai posteri nella sua veste oleografica del poeta laureato e braghettone quale apparì negli ultimi anni.

### Il Novecento
Il primo Novecento segnò una riscoperta delle Lyrical Ballads da parte della critica, con numerosi studi, come il già citato Wordsworth di Herbert Read (1930). Sempre di quegli anni è il lavoro di Basil Willey, in seguito pubblicato anche in italiano, sulla cultura inglese del Seicento e del Settecento, che mette in evidenza il rapporto del poeta col sensismo e la Rivoluzione Francese.
Studio magistrale per lo studente di anglistica è ritenuto ancora oggi The Mirror and the Lamp di M.H. Abrams, tradotto in italiano nel 1976 col titolo Lo specchio e la lampada. Una voce di dissenso autorevole ma destinata a fare molto discutere fu quella di Robert Mayo (1954), che volle vedere in molti personaggi di Wordsworth una mancanza di originalità e un eccessivo indebitamento con le vecchie ballate settecentesche. Molto interessanti sono anche gli studi più recenti di P.D. Sheats (1973) e due contributi di John J. Jordan (1970 e 1976). Oggi il Lake District è monumento nazionale e area protetta dalle leggi inglesi.

### Opere a carattere generale
- AA.VV., The Oxford Book of English Verse of the Romantic Period, 1798-1837, a cura di Sir H.S. Milford. O.U.P, 1928.
- Abrams, M.H., The Mirror and the Lamp: Romantic theory and the Critical Tradition, O.U.P., 1953.
- Abrams, M.H., Natural Supernaturalism, New York, Norton, 1971.
- Baker, C., The Echoing Green, Princeton, Princeton University Press, 1984.
- Burgess, A., English Literature, Burnt Mill, Longman, 1974.
- Chinol, E., Masters of English Literature, Napoli, Liguori, 1983.
- Crisafulli, L.M. et al. (a cura di), Modernità dei Romantici, Napoli, Liguori, 1988.
- Cuddon, A.J, Literary Terms and Literary Theory, Harmonsworth, Penguin, 1998.
- Pagnini, M., La poesia di William Wordsworth, Milano, Feltrinelli, 1959.
- Praz, M., Storia della letteratura inglese, Firenze, Sansoni, 1985.
- Praz, M., Cronache letterarie anglosassoni, Roma, Edizioni di Storia e Letteratura, 2 voll., 1951.
- Silvia Maglioni e Graeme Thomson, Literary Landscapes, Rapallo, Cideb,, 2002.
- Williams, R., Culture and Society, London, Chatto & Windus, 1958.

### Edizioni delle Opere
- William Wordsworth, Memorial of a tour on the continent, London, Longman & Hurst & Rees & Orme & Brown, 1822. URL consultato il 1º aprile 2015.
- William Wordsworth, [Opere. Poesia], Edinburgh, Paterson, 1882. URL consultato il 1º aprile 2015.
- Wordsworth, W., Poetical Works, a cura di E. de Selincourt e H. Darbishire, Oxford, Clarendon Press, 1940-49, 5 voll.
- Letters of William and Dorothy Wordsworth, a cura di E. de Selincourt, Oxford, 1941, 2 voll.
- Coleridge, S. T., A Selection of His Finest Poems, a cura di H.J. Jackson, OUP, 1994.

### Traduzioni italiane
- Wordsworth, W. e Coleridge, S. T., Ballate liriche, trad. Franco Marucci, introduzione e note di Attilio Brilli, Milano, Mondadori, 1979.
- Wordsworth, W., Il Preludio, a cura di Massimo Bacigalupo, Collana Oscar, Milano, Mondadori, 1990, 2010, 2020.
- Wordsworth, W., Sul sublime e sulla poesia. Saggi di estetica e di poetica, Firenze, Alinea, 1993.
- Wordsworth, W., Poems - Poesia (1798-1807), a cura di Angelo Righetti, Milano, Mursia, 1997.
- Wordsworth, W., "The Recluse - Il recluso", Poesia, 148 (gennaio 2001), pp. 19–22.
- Wordsworth, W., "Poesie scelte", con testo a fronte, saggi introduttivi e note a cura di F. Giacomantonio, Soveria Mannelli, Rubbettino, 1999.